# Iuri Nikolaev
Iuri Nikolaev (în rusă Юрий Николаев; n. 16 decembrie 1948, Chișinău, URSS) este un actor și prezentator TV sovietic și rus.

## Biografie

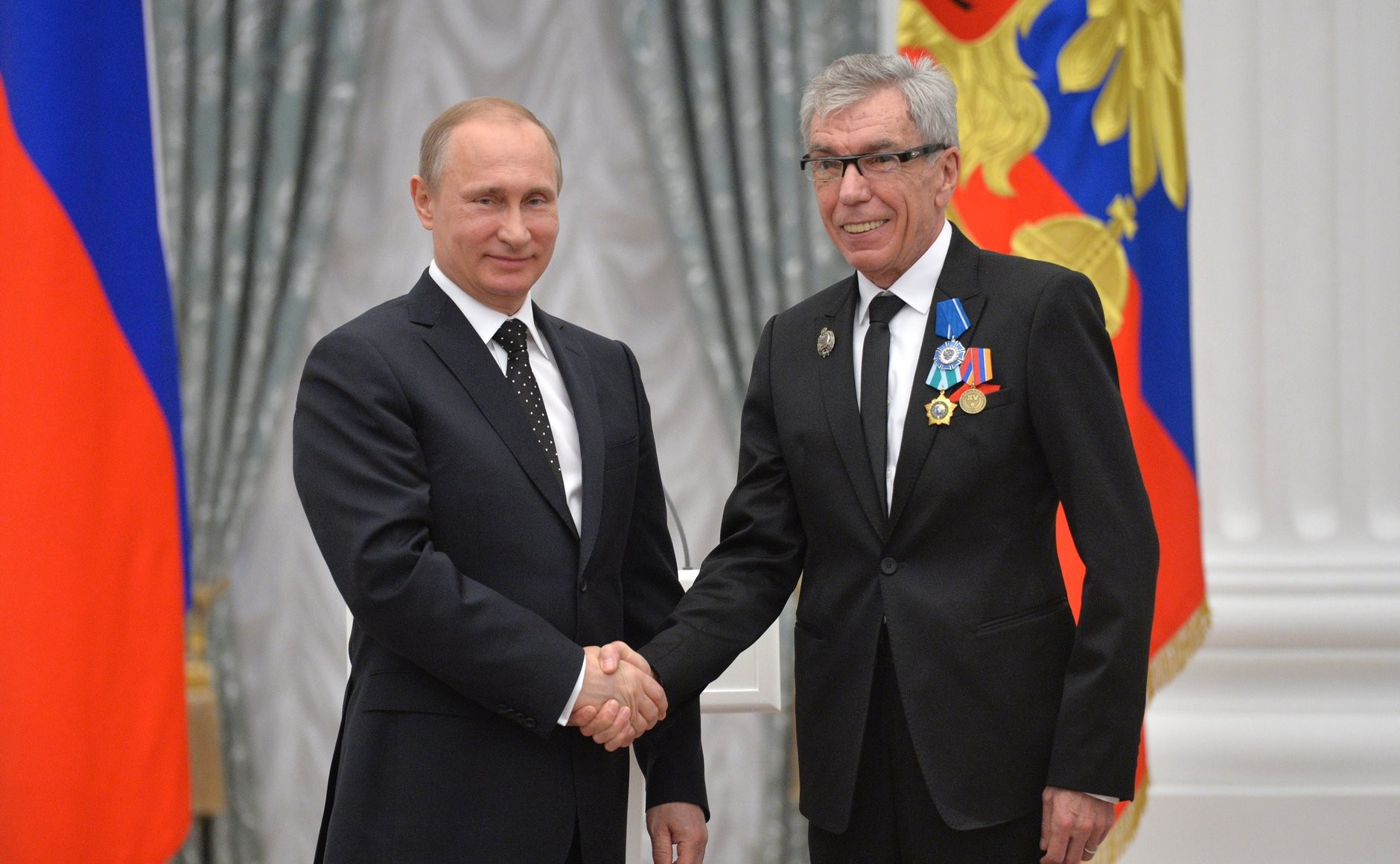
La decernarea „Ordinului de Onoare” al Rusiei de către președintele Vladimir Putin. Moscova, Kremlin, 21 mai 2015

S-a născut la Chișinău. A locuit în RSS Moldovenească până la vârsta de 17 ani, când a absolvit școala Nr. 4 (acum Liceul „Titu Maiorescu”) și a fost admis la Universitatea Rusă de Arte Teatrale din Moscova. Viața și cariera ulterioară a petrecut-o în Rusia.

## Filmografie
- 1971: „Întinderi mari” (Большие перегоны) – Igor Șilov
- 1972: „Fata din celula nr. 25” (Девушка из камеры № 25) și „Oamenii merg în ocean” (Льды уходят в океан ; spectacol televizat)” – Kostia Baikin
- 1976: „Antrenori de animale” (Дрессировщики)
- 1977: „Mergând prin agonie” («Хождение по мукам) – Șarîghin
- 1980: „O poveste uimitoare” (Удивительная история) – Ofițer de poliție (sergent)
- 1981: „Secretul cunoscut tuturor” (Тайна, известная всем) – Iuri Nikolaevici (cameo)
- 1982; „Totul a început cu o pisică”  (С кошки всё и началось) – tatăl lui Iuri
- 1984: „Înainte de despărțire” (Прежде, чем расстаться)
- 1986: „Cum să devii o stea” (Как стать звездой)
- 2009: „Annușka” (Аннушка) – cameo

## TV
- „Înainte, băieți!” (Вперед, мальчишки!)
- „Poștă de dimineață” (Утренняя почта; anii 1975-1991, 1997-2001, 2008-2009-2017-2019). Din 2008 până în 2009 a găzduit un program omonim pe canalul RTR-Belarus.
- „Lumină albastră” (Голубой огонёк)
- „Cântecul anului” (Песня года, 1985)
- „Noapte bună, copii!” (Спокойной ночи, малыши!)
- Festivaluri de cântece de la Jurmala
- „Steaua de dimineață” (Утренняя звезда; 1991-2003)
- „Marea schimbare” (Большая перемена; 2003-2005)
- Eurovision Junior 2005, comentator
- „Dansând cu stele” (Танцы со звёздами; 2006-2008, 3 sezoane, cu Anastasia Zavorotniuk)
- „Dansând pe gheață” (Танцы на льду; 2006-2007, 2 sezoane, cu Anastasia Zavorotniuk)
- „PROprietatea REpublicii” (ДОстояние РЕспублики; 2009-2016, cu Dmitri Șepelev)
- „În zilele de azi!” (В наше время!; 2013-2014, cu Angelina Vovk și Tatiana Vedeneeva)
- „Noua stea” (Новая звезда; din 2015, membru al juriului)
- „Cuvânt sincer” (Честное слово; 2017-2020)

## Premii și titluri onorifice
- Laureat de două ori al premiului Uniunii Jurnaliștilor din Rusia (1992, 1996)
- Artist de onoare al Federației Ruse (13 septembrie 1994), pentru servicii în domeniul artei[1].
- Recunoștința președintelui Federației Ruse (11 iulie 1996), pentru participarea activă la organizarea și desfășurarea campaniei electorale a președintelui Federației Ruse în 1996[2]
- Artist al Poporului din Federația Rusă (18 decembrie 1998), pentru servicii excelente în domeniul artei muzicale[3]
- Din 2007, membru al Academiei Televiziunii Ruse
- Ordinul Prieteniei (9 mai 2007), pentru servicii în domeniul culturii, presa, televiziune și radio și mulți ani de muncă fructuoasă[4]
- Ordinul de onoare (14 ianuarie 2014), pentru servicii excelente în dezvoltarea televiziunii interne, difuzării radio, tipărit și mulți ani de activitate fructuoasă[5]
- Pe 8 iunie 2018 a primit premiul special al Muz-TV 2018, „pentru contribuția la viață”[6]
- Certificat de onoare al președintelui Federației Ruse (25 septembrie 2018), pentru servicii în dezvoltarea culturii și artei rusești[7]
- Premiul Guvernului Federației Ruse în 2018 în domeniul culturii (28 ianuarie 2019), pentru programul de televiziune pentru copii „Steaua de dimineață”[8]